# 熊野速玉祭
熊野速玉祭（くまのはやたままつり）は熊野速玉大社（和歌山県新宮市）の例大祭。例年10月15日から16日に執行され、15日の神馬渡御式（しんめとぎょしき）、16日の御船祭（みふねまつり）で知られる。
国の重要無形民俗文化財に指定されている（2016年〈平成28年〉3月2日指定、御燈祭と合わせて）。

## 熊野権現来臨の祭
速玉大社は「熊野十二所権現」と総称される複数の神を祀るが、本祭礼はその中でも主祭神である速玉大神と夫須美大神に対してのもので、宗教民俗学的な解釈に従えば、常世から来た神霊が熊野川を遡上して御舟島に鎮座した後、乙基河原をへて新宮に遷座したという熊野権現来臨のありさまを再現した祭りである。
10月15日の神馬渡御式（後述）は、
1. 阿須賀神社の神霊を速玉大社第二殿に迎える
2. 神霊が御旅所へ渡御する
3. 御旅所での祭儀の後、神霊が第二殿に還御する

という構造をとっている。しかしながら、この構造を単に阿須賀神社から速玉大社への遷座と見ることはできない。「熊野権現御垂迹縁起」（『長寛勘文』所収）等に見られる熊野権現の縁起譚が伝えるところによれば、熊野権現は熊野の地において熊野権現はまず神倉神社に降臨し、次に阿須賀神社北側にある石淵（いわぶち）谷に勧請されて、その時に初めて結早玉・家津美御子と称した。その後、石淵谷から新宮に遷座したとしており、阿須賀から新宮にではない。すなわち、神馬渡御式の構造とは、熊野権現が石淵谷から新宮へと遷座した過程を表しているのである。
また明治以前まで祭が開かれていた旧暦9月15日から16日は、秋の末の望の日であり、近世の記録によれば14日には田楽も行われていたという。こうした点から、速玉祭は秋の収穫祭としての性格を帯びている。

## 祭礼次第
祭礼は前日の10月14日から始まる。この日には、神馬を大浜海岸に連れて行き、潮浴びで体を清めた後、旧摂社阿須賀神社にて豆を食う「豆献ジノ儀（まめけんじのぎ）」と、串本町大島地区からの供物の奉献を受ける「掛魚萱穂奉献ノ儀（かけうおかやほほうけんのぎ）」の2つの儀式が行われる。大島地区から奉献された供物のうち、掛魚は15日の神馬渡御式で、萱穂は16日の御船祭で使われるものである。

### 神馬渡御式（10月15日）
速玉大神（第二殿に鎮座）に対しての祭典。10月15日の午後より、宮司以下の一行が阿須賀神社へ行列で向かい、拝殿内で唐鞍を置いて神馬を飾りつけ、神霊を迎える。神霊を乗せた神馬が大社に戻ると、神霊を大社第二殿に移し、祝詞・神楽を奏上して神幸祭を執り行う。その後、宮司が神馬に再び神霊を迎え、警固、楽人、神楽人、神官、随員ほか200名にも達する行列を引きつれ、熊野川の河原を進み、権現山西北にある杉ノ仮宮（御旅所）へ渡御する。宮司は神霊を仮宮に奉遷し、松明の明かりに照らされながら神楽・祝詞を奏上し、掛魚、神酒、神饌を供え、儀式の終了後は、夜闇の中、神霊を奉じて大社に戻る。

### 御船祭（10月16日）

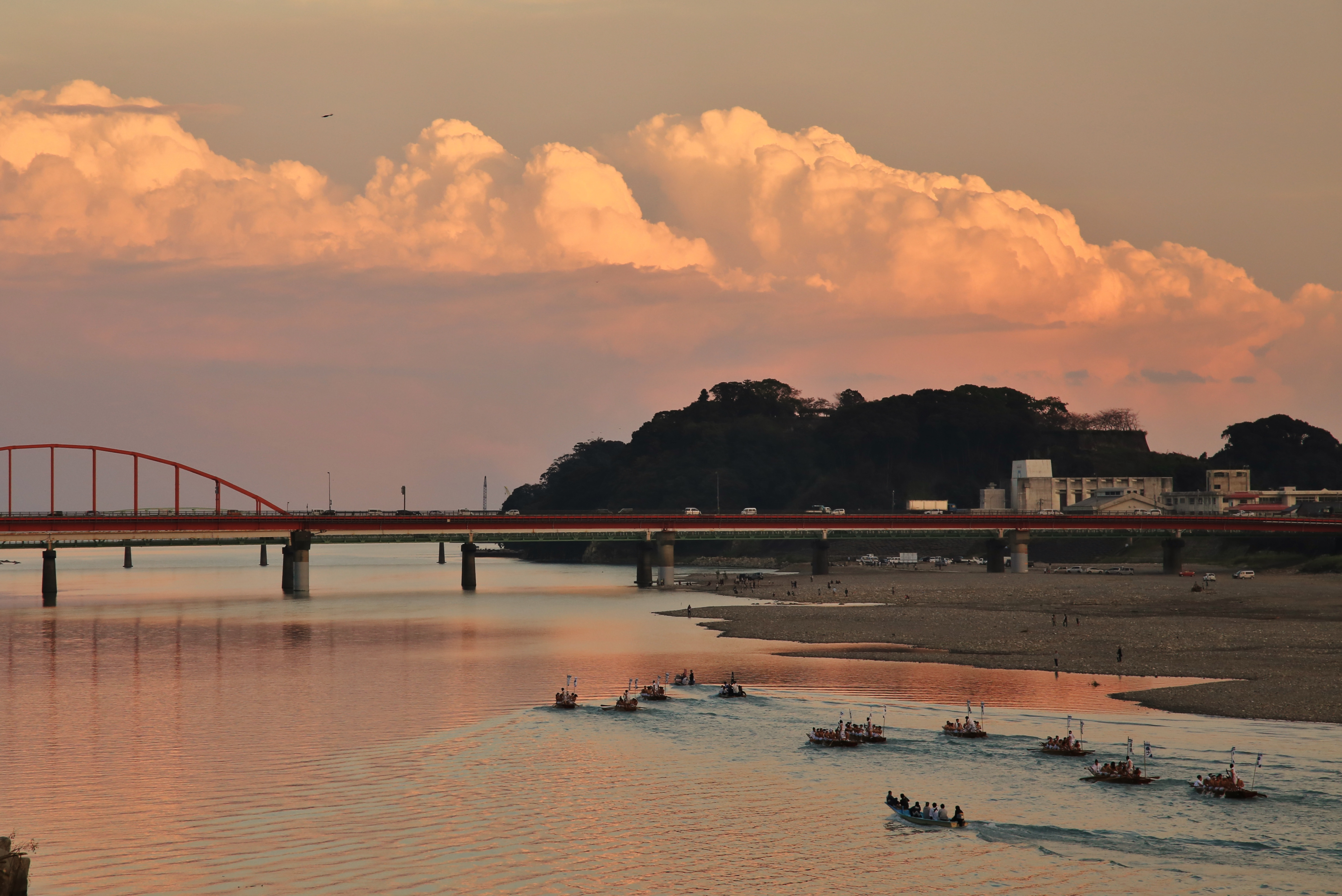
日も落ちる頃、速玉大社裏手の河原へ戻る早船（2014年）。

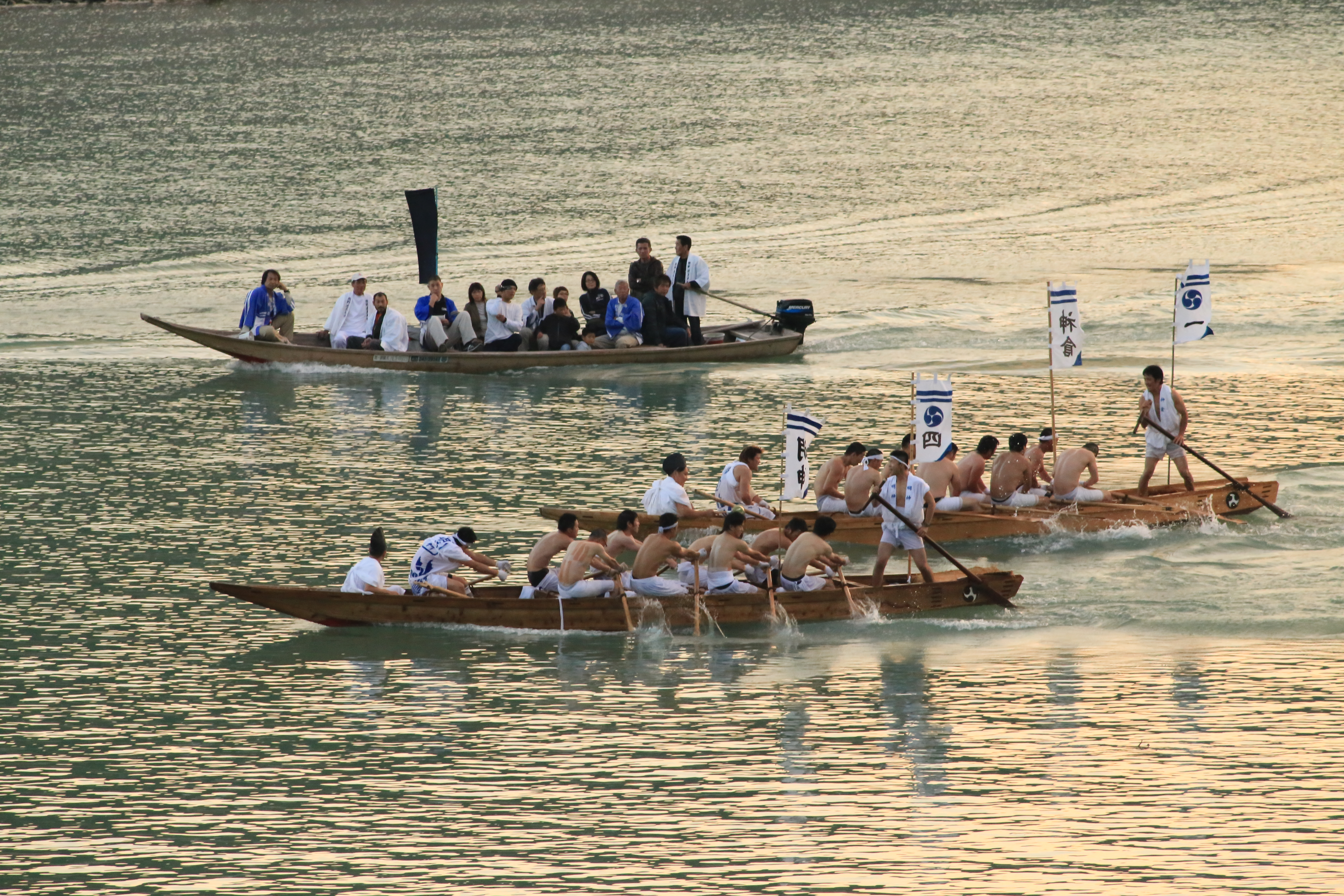
早船の競漕が終わった後でも勇壮に船を漕ぎ続ける（2014年）。

夫須美大神（第一殿に鎮座）に対しての祭典。神馬渡御式の翌10月16日朝8時から祭員が神輿・神幸船・ヒトツモノなどの祭具の準備をすすめる。熊野速玉大社には、足利義満奉納のもので重要文化財に指定された神輿が所蔵されているが、祭礼で用いられるのは代りの品である。神輿は準備が終わり次第、第一殿前に置かれる。神幸船は、全体が朱の漆塗り、黒漆塗りの唐棟造の御座殿のもので、重要文化財である。ヒトツモノとは、神馬に載せる人形で、金襴の狩衣をまとい、12本の萱穂と12枚の牛王宝印を腰にさし、編み笠をかぶり、熊野権現の神霊の憑坐（よりまし）と解されるものである。
午後からは、第一殿にて祭典が執り行われ、宮司が神霊を神輿に移す。御旗に続いてヒトツモノが祭の行列を先導し、熊野川の河原へ出る。覆面をした宮司が神霊を神輿から神幸船に移し、宮司ら神職と楽人が斎主船に乗り込む。神幸船と斎主船をさらに諸手船（もろたぶね）が曳航し、これらをさらに9艘の早船が先導する。諸手船の舵をとるのは、熊野川河口の鵜殿（三重県紀宝町）の住人である。これは、石淵谷から新宮への熊野権現の遷座に際して、鵜殿の住人が船で先導したとの伝承にもとづくものである。また、諸手船には、ハリワイセと呼ばれる、赤衣をまとった女装の男性が櫂をもって舷に立っている。
御舟島の下流1キロメートルにある牛の鼻という急流を過ぎたところで、早船の競漕が始まる。早船は御舟島を右回りに3周して勝敗を競い、乙基（おとも）河原に着岸する。その後、諸手船以下の3艘が御舟島を2回ゆっくりと回る。このとき、ハリワイセは、「ハリハリセー」と数回唱えながら、片手をかざして遠望する姿をとる「ハリハリ踊り」を演じる。次いで、御舟島から使者が扇子で3回招くと、9艘の早船が再び競漕を始める。今度は、御舟島を左から2周回って、大社裏手の川岸に向かう。
他方で神幸船と斎主船は乙基河原に上陸する。神輿に遷された神霊とともに神職ら一行は御旅所へ渡御し、前夜と同様の祭儀を執行した後、やはり夜闇の中、神霊を奉じて大社に戻り、神霊を第二殿におさめて、祭りは終了する。

## 文化財
- 新宮の速玉祭・御燈祭り - 国の重要無形民俗文化財（2016年〈平成28年〉3月2日指定、御燈祭と合わせて）[1]
  - 以前は和歌山県指定無形民俗文化財であったが（1964年〈昭和39年〉5月28日指定）[19]、国指定にともない県の文化財としての指定は解除された[20]。
- きゅう漆金銅装神輿（きゅうしつこんどうそうしんよ、「きゅう」は「かみがしら」に「休」） - 足利義満奉献の品と伝わる。室町時代。熊野速玉大社蔵。国の重要文化財（美術工芸品、1897年〈明治30年〉12月28日指定）[21]。
- きゅう漆金銅装神幸用船（きゅうしつこんどうそうしんこうようふね、「きゅう」は「かみがしら」に「休」） - 江戸時代。熊野速玉大社蔵。国の重要文化財（美術工芸品、1897年〈明治30年〉12月28日指定）[22]。

## 注
1. 1 2  新宮の速玉祭・御燈祭り（2016年〈平成28年〉3月2日指定、重要無形民俗文化財）、国指定文化財等データベース（文化庁） 2016年7月31日閲覧。、平成28年3月2日文部科学省告示第40号
2. ↑  桜井[1988: 172]
3. ↑  桜井[1988: 167]
4. ↑   今日の貴禰谷神社（三重県紀宝町）と考えられている[平凡社 1997: 221]。
5. ↑  桜井[1988: 166]
6. ↑  桜井[1988: 168]
7. ↑  桜井[1998: 173]
8. ↑  桜井[1998: 184]
9. ↑  上野[1998: 20]
10. ↑  上野[1998: 21-22]
11. ↑  以上、上野[1998: 21]
12. 1 2  豊島[1992: 210]
13. 1 2  桜井[1988: 169]
14. 1 2  桜井[1988: 170]
15. 1 2 3  豊島[1992: 212]
16. ↑  平凡社[1983]
17. 1 2 3  上野[1998: 22]
18. ↑  豊島[1992:212-213]
19. ↑  “県指定文化財・民俗文化財”.   和歌山県教育委員会. 2009年9月23日閲覧。
20. ↑  和歌山県指定文化財の新規指定等について
21. ↑  “きゅう漆金銅 装神輿”. 国指定文化財等 データベース.   文化庁. 2010年6月12日閲覧。
22. ↑  “きゅう漆金銅装神幸用船”. 国指定文化財等 データベース.   文化庁. 2010年6月12日閲覧。

## 文献
- 上野 元、1998、「神馬渡御式と御船祭」、加藤 隆久編、『熊野三山信仰事典』、戎光祥出版 ISBN 4900901075
- 桜井 満、1988、「三山の祭り」、和田 萃編、『熊野権現』、筑摩書房 ISBN 4480854215
- 全日本郷土芸能協会編、2006、『日本の祭り文化事典』、東京書籍 ISBN 4487733332
- 豊島 修、1992、『死の国・熊野 - 日本人の聖地信仰』、講談社（講談社現代新書） ISBN 4061491032
- 平凡社編、1983、『三重県の地名』（日本歴史地名大系24）、平凡社 ISBN 9784582490244
- — 、1997、『大和・紀伊寺院神社大事典』、平凡社 ISBN 4582134025